# Politická sekce
Politická sekce (ha-Mahlaka ha-Medinit), (kryptonym Da'at nebo Bina) byla jednou z izraelských zpravodajských služeb a přímou předchůdkyní Mosadu.
Politická sekce byla založena v květnu a červnu 1948 jako odbor ministerstva zahraničí. Většina personálu pocházela ze Šaj a rozpuštěného politického oddělení Židovské agentury. Politická sekce sídlila na dvou místech. Odbor operací sídlil v Paříži, odbor pro domácí činnost zabývající se kontrašpionáží sídlil v Tel Avivu. Šéfem Politické sekce byl Boris Guriel. Sekce oficiálně ukončila svou činnost v roce 1951 a stala se součástí nově vzniklého Mosadu.

## Odbor operací
Sídlil v Paříži, v bývalém středisku Šaj pro Evropu pod názvem Janaj Centre. Další základnu vybudovala Politická sekce v Římě. Ke konci roku 1948 měla své základny nebo operativce v Holandsku, severní Africe, Belgii, Československu a Německu.
K činnostem Politické sekce v zahraničí patřil sběr informací o arabských zahraničních aktivitách (nákupech zbraní, hospodářských vztazích mezi arabskými státy a Evropou a o politice Západu vůči Střednímu východu. V zahraničí pracovalo pro politickou sekci 15 agentů a neznámý počet dobrovolníků. Tato činnost stála měsíčně asi 3000 izraelských liber.

## Kontrarozvědná činnost
Odbor pro vnitřní činnost Politické sekce sídlil v Tel Avivu. Další pobočky měl v Jeruzalémě a Haifě. K jeho činnostem patřil telefonní a radiový odposlech, otevírání diplomatické pošty a nábor diplomatického personálu. Vnitřní (kontrarozvědná) činnost byla ukončena v roce 1950 po kritice ze strany Hlavní bezpečnostní služby Šin Bet.

## Kritika
K největším kritikům činnosti Politické sekce patřil Isser Harel, tehdejší ředitel Šin Bet. Obviňoval její vedoucí pracovníky z vykonávání nezákonných a nemorálních činností (šmelina, kšeftování s valutami, pašování), kterými si vylepšovali omezený rozpočet a špinění jména Izrael ve světě.  